# Teorema delle rette parallele
Il teorema delle rette parallele, molto utilizzato nella geometria euclidea, è famoso anche perché la sua dimostrazione è per assurdo.

## Enunciato
Date due rette tagliate da una trasversale, se gli angoli alterni interni sono congruenti, le rette sono parallele.

## Dimostrazione
La dimostrazione di questo teorema è detta per assurdo, in quanto si dovrà negare la tesi. Infatti, si parte affermando che le due rette non sono parallele. Se fosse così, esse si incontrerebbero in un punto, formando un triangolo. Secondo il primo teorema dell'angolo esterno, in ogni triangolo ogni angolo esterno è maggiore di ogni angolo interno a esso non adiacente. Ma l'enunciato affermava che i due angoli devono essere congruenti, quindi si è arrivati a una contraddizione, perciò l'assunzione che le due rette si incontrino è falsa e le due rette sono parallele.